# Rozsypne
Rozsypne (Oekraïens: Розсипне, Russisch: Рассыпно́е) is een dorp in de gemeente Torez (Oekraïne). Het aantal inwoners bedraagt 5071 (2011). De plaats ligt aan de spoorlijn met station Rozsypne. Het merendeel van de mannelijke bevolking bestaat uit mijnwerkers die in de nabijgelegen mijn werken.